# Distretto di Boun Tai
Il distretto di Boun Tai è uno dei sette distretti (mueang) della provincia di Phongsali, nel Laos. Ha come capoluogo la città di Boun Tai.